# کورتینا ۵۰۲۴۰
سیارک ۵۰۲۴۰ (به انگلیسی: 50240 Cortina، نامگذاری:2000BY3) پنجاه هزار و دویست و چهلمین سیارک کشف شده‌است که در ۲۸ ژانویه ۲۰۰۰ کشف شد.